# Endodothella tetraspora
Endodothella tetraspora är en svampart som beskrevs av Orton 1926. Endodothella tetraspora ingår i släktet Endodothella och familjen Phyllachoraceae.   Inga underarter finns listade i Catalogue of Life.